# Federball (Roman)
Federball (englischer Originaltitel: Agent Running in the Field) ist ein Spionageroman des britischen Schriftstellers John le Carré aus dem Jahr 2019. Beim Badminton lernt Nat, ein britischer Geheimagent fortgeschrittenen Alters, einen jungen Mann namens Ed kennen. Aus dem Duell auf dem Spielfeld erwächst eine Freundschaft außerhalb, bis beide vor dem Hintergrund des bevorstehenden Brexits in eine geheimdienstliche Affäre verstrickt werden.

## Inhalt

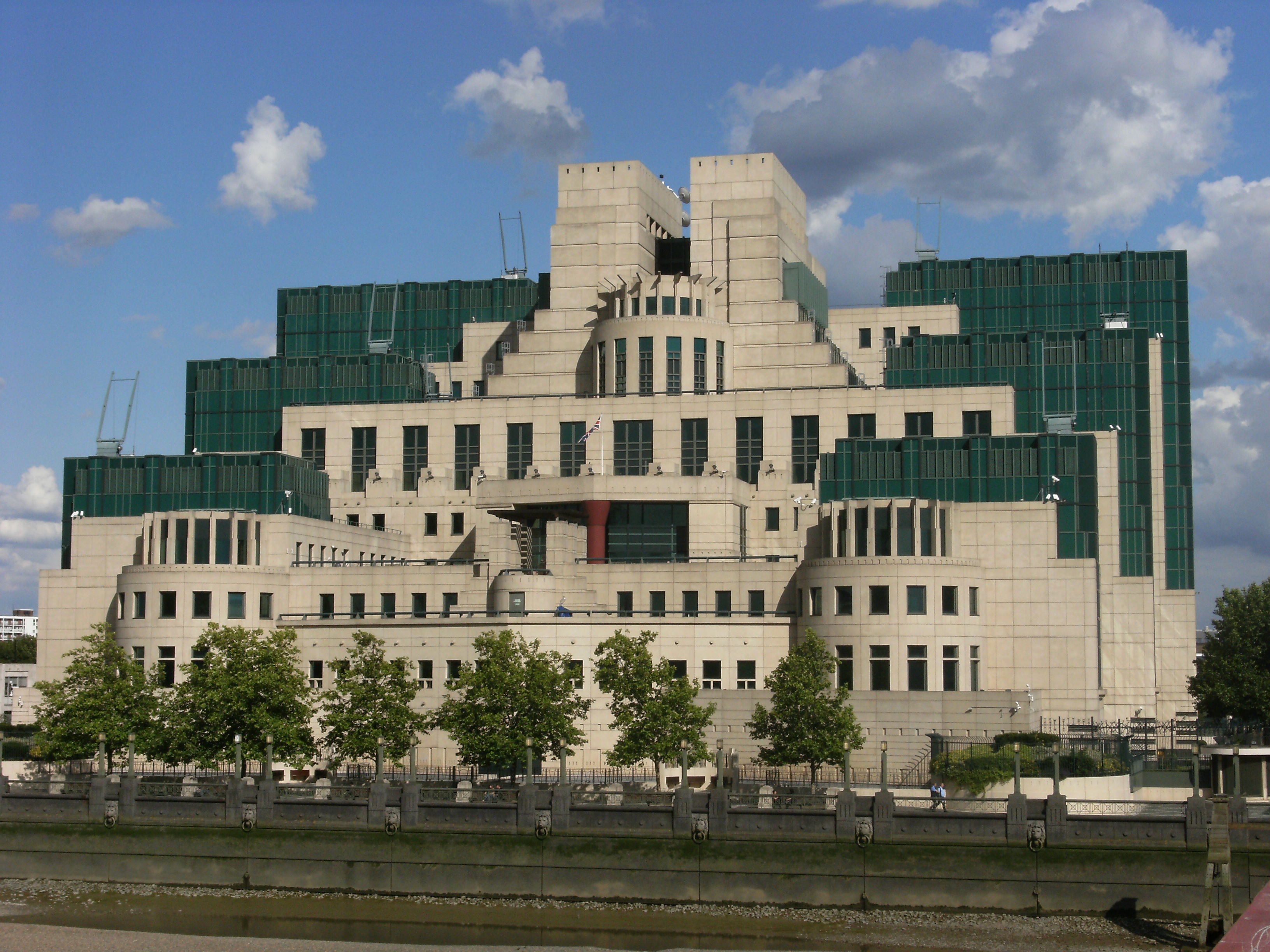
Hauptsitz des MI6 am Vauxhall Cross im London Borough of Lambeth

Nach zwei Jahrzehnten, in denen Anatoly, genannt „Nat“, unter der Tarnidentität eines Diplomaten im mittleren Dienst in zahlreichen Ländern als Agentenführer des britischen Secret Intelligence Service gewirkt hat, wird er mit knapp 50 Jahren vom Außendienst abgezogen. Man überträgt ihm die Leitung einer Londoner Nebenstelle des Dienstes, der so genannten „Oase“, in der Überläufer und abgehalfterte Spione ohne wichtige Aufgaben geparkt werden. Seine Frau Prudence, genannt „Prue“, hat sich schon längst vom Geheimdienst zurückgezogen und lebt ihren Idealismus als Menschenrechtsanwältin aus. Als Nat seiner Tochter Stephanie durch die Offenbarung seiner Geheimtätigkeit imponieren will, empört sich diese bloß darüber, wie er andere Menschen zum Verrat anleiten kann, wenn er selbst längst den Glauben an die Werte des britischen Staates verloren hat.
Auch im fortgeschrittenen Alter hält der sportliche Nat den Titel des Südlondoner Meisters im Badminton. Eines Tages erscheint in seinem Athleticus Club in Battersea ein junger Mann namens Ed Shannon, um ihn herauszufordern. Während den distinguierten Nat zuerst die ungehobelte, arrogante Art des Jungen abstößt, lernt er bei den folgenden Treffen innerhalb und außerhalb des Spielfeldes dessen Ehrlichkeit und Geradlinigkeit mehr und mehr zu schätzen. Nicht zuletzt sprechen ihm die Schimpftiraden über den Brexit und Donald Trump, in die sich Ed bei jeder Gelegenheit hineinsteigert, aus der Seele. Immer wieder fordert Ed, der offensichtlich kaum Freundschaften und soziale Kontakte pflegt, der Einzelne müsse etwas tun, um die Politik zu ändern.
In der Oase hat Nat eine einzige ambitionierte Mitarbeiterin, die junge Florence, doch die von ihr initiierte Überwachung eines zwielichtigen ukrainischen Oligarchen mit dem Tarnnamen ORSON wird in letzter Minute von ihrem Vorgesetzten Dominic „Dom“ Trench sabotiert, weil seine Frau Rachel als dessen Vermögensverwalterin fungiert. Zornentbrannt quittiert Florence ihren Dienst ausgerechnet an jenem Tag, als Nat sie zu einem gemischten Doppel mit seinem Spielpartner Ed eingeladen hat. Ohne Nats Wissen freunden sich die beiden jungen Leute noch am selben Abend an.
In einer anderen Operation beweist Nat seinen ungebrochenen Spürsinn. Sergej, ein aufgeflogener russischer Schläfer-Agent, der seither von der Oase geführt wird, wird von einer mysteriösen russischen Agentin kontaktiert, in der Nat Anastasia erkennt, eine berühmt-berüchtigte Führungsfigur des russischen Geheimdienstes. Nat folgert, dass ein erheblicher Einsatz auf dem Spiel stehen muss, wenn sich ein Führungskader ihres Kalibers auf einen Außeneinsatz begibt. So überwachen die britischen Partnergeheimdienste MI6 und MI5 gemeinsam die Kontaktaufnahme, bei der – zu Nats großer Überraschung – Ed Shannon auftaucht, der sich als Mitarbeiter des britischen Inlandsgeheimdienstes entpuppt und Anastasia Geheimdokumente zu einer Operation mit dem Tarnnamen „Jericho“ übergibt.
Als Nat seine Bekanntschaft mit Ed offenbart, verliert er schlagartig den Rückhalt seiner Weggefährten im Dienst, und der Zorn über den Maulwurf in den eigenen Reihen entlädt sich an seiner Person. Nat wird nicht nur seiner Stellung enthoben, er muss sich auch in unangenehmen Verhören gegen die Vorwürfe verteidigen, er habe sich arglos von Ed Shannon ausspionieren lassen oder sie machten gar gemeinsame Sache, da ihre politischen Haltungen ähnlich „radikal“ seien. Bryn Jordan, Nats langjähriger Mentor, bietet seinem in Ungnade gefallenen Schützling eine teilweise Rehabilitation an, wenn dieser seine Freundschaft zu Ed ausnützt, um diesen als Doppelagent gegen den russischen Geheimdienst anzuwerben. Über „Jericho“ lässt er sich lediglich entlocken, dass es sich um informelle Gespräche mit dem amerikanischen Brudergeheimdienst handle.
Erst durch Aufwärmen der alten Kontakte mit der deutschen Botschaftsangestellten Renate erfährt Nat die wahren Hintergründe. Mit der Operation „Jericho“ planen Briten und Amerikaner nach vollzogenem Brexit die Destabilisierung der Europäischen Union mit allen geheimdienstlichen Mitteln, um einem amerikanisch-britischen Bündnis politische und wirtschaftliche Vorteile zu verschaffen. Ed, überzeugter Europäer, der vor allem eine Liebe zu Deutschland hegt, war über die beim Kopierdienst erlangten Erkenntnisse so empört, dass er sie an die deutsche Botschaft weiterleiten wollte. Doch während man dort die politischen Konsequenzen eines Kontaktes zu einem britischen Überläufer scheute, erfuhr der russische Geheimdienst von dem potentiellen Spion und machte sich unter der Tarnung, er stehe weiterhin mit den Deutschen im Kontakt, an den naiven Ed heran, um ihn für eigene Zwecke abzuschöpfen.
Nach diesen Enthüllungen fühlt Nat keinerlei Loyalität mehr zu seinem ehemaligen Arbeitgeber. Unterstützt von seiner Frau Prue gilt sein einziges Streben der Rettung seines Freundes, der von seinem Gewissen getrieben worden und in die Mühlen der Geheimdienste geraten ist. Dabei bedient er sich seiner ehemaligen Agentin Florence, die inzwischen mit Ed liiert ist und ihn in Bälde heiraten wird. Die beiden Agenten sind so eingespielt, dass sie trotz allgegenwärtiger Überwachung die Flucht des jungen Paares auf den Flitterwochen planen. Der überrumpelte Ed wird erst auf der Fahrt zum Flughafen eingeweiht und ist sichtlich enttäuscht, dass sich sein Badminton-Partner und Trauzeuge als Agent entpuppt. Bei der Verabschiedung verpasst Nat die Gelegenheit, dem jungen Mann mitzugeben, dass er ein anständiger Kerl sei.

## Hintergrund
Erst im Jahr 2017 hatte John le Carré mit Das Vermächtnis der Spione seinen definitiv letzten Roman angekündigt, eine Lebensbilanz seines langjährigen Helden George Smiley, deren Erscheinen von Interviews und öffentlichen Auftritten begleitet worden war. Zwei Jahre später legte er mit Federball dennoch ein weiteres Buch vor, einen „allerletzten Roman“, den Jochen Vogt als eine Coda oder Zugabe betrachtet, die ihren Impuls in erster Linie den tagespolitischen Ereignissen um den Brexit verdankt.
So waren auch die Interviews zur Veröffentlichung von Federball häufig bestimmt durch le Carrés Kommentare zum Brexit: „Ich habe wirklich Angst, Europa zu verlassen. Ich bin überzeugt, dass, wenn wir bleiben, wir den Geist Europas stärken können, und helfen, ein wirkliches Gegengewicht zu den USA, zu China zu schaffen.“ Er kritisierte Boris Johnsons „Geschrei“ ebenso wie Donald Trumps „Idiotie“ und macht hinter beider Handeln vor allem Narzissmus aus. Durch die Ereignisse um den Brexit habe man gelernt, „wie fragil unsere Institutionen und unsere Demokratie sind“.
Gegenüber John Banville äußerte er: „Meine Verbundenheit mit England hat in den letzten Jahren stark gelockert. Es ist eine Art von Befreiung, aber eine traurige.“ So gab er an, mit 88 Jahren die irische Staatsangehörigkeit beantragt zu haben, um nach dem Austritt Großbritanniens EU-Bürger bleiben zu können. Er habe einen Anspruch auf die irische Staatsangehörigkeit, da seine Großmutter väterlicherseits in Irland geboren sei. „Zum ersten Mal in meinem Leben habe ich darüber nachgedacht, woanders zu leben.“ Erst nach le Carrés Tod wurde bekannt, dass er die Staatsangehörigkeit tatsächlich gewechselt hatte. Eines seiner letzten Fotos zeigte ihn lächelnd in eine irische Flagge gehüllt.

## Rezeption
Den Originaltitel Agent Running in the Field (Agenten im Außendienst) hält Sylvia Staude für nicht übersetzbar. Er habe unterschwellig auch die Bedeutung, dass sich die „rennenden“ Agenten auf Abwegen verirren könnten. Den deutschen Titel Federball hingegen bezieht sie auf die Leichtigkeit des Spiels der beiden Protagonisten, ihren Wortwechsel, „das taktische, oft doppeldeutige Gespräch, das bisweilen einem Schachspiel zwischen Könnern“ ähnle, und das le Carré in seinem typischen Understatement und mit bestechender Lässigkeit „elegant wie immer“ darbiete. Gina Thomas sieht das schrullig wirkende Federballspiel zwischen „List, Geduld, Tempo“, gerichtet auf „eine unmögliche Aufholjagd“, als Metapher für die Sorte von Menschen, die als Geheimagenten „für ihr Land lügen“.
Viele bekannte Motive findet Marcus Müntefering in le Carrés neuem Roman wieder: einen von Intrigen durchzogenen Geheimdienst, in dem es einen Maulwurf gibt, einen Helden, der wie ein Wiedergänger George Smileys wirkt, sowie einen kongenialen Widersacher auf der Gegenseite, der dieses Mal allerdings eine Frau geworden ist. Was sich allerdings geändert habe, ist, dass den Agenten der Sinn ihre Tuns abhandengekommen ist und ein „erschreckendes ideologisches Vakuum“ herrscht. Als Kontrast zur Desillusion der alternden Spione dient ein junger naiver Idealist: „Einer, der noch daran glaubt, etwas ändern zu können.“ Bald wird dieser vor einen Loyalitätskonflikt gestellt, in dem er, um das Richtige zu tun, sein Land verraten müsse. Den Roman zählt Müntefering nicht zuletzt wegen seiner „Thesenhaftigkeit […] nicht zu le Carrés besten Büchern. Aber es ist eines seiner wichtigsten.“
„Trump, Putin, Johnson – für den Autor sind sie alle Halunken.“ So bringt Peter Huber le Carrés Agenda auf einen Nenner. Auch in Federball gelte das Interesse des Autors „den kleinen Rädchen im Spionagegetriebe, den offenkundigen Verlierern, die ihr Gewissen bewahrt haben“. Laut Gina Thomas halten sich im Roman „der Zorn über die Unmoral der Regierenden und die altersmelancholisch gefärbte Betrachtung der Komödie des Lebens die Waage“. Für Ulrich Noller ist Federball hingegen weder altersmilde noch nostalgisch, sondern zeige im Gegenteil „[k]lare Kante, ein grimmig-engagierter Spionageroman von einem überzeugten Demokraten – und Europäer.“
Jochen Vogt nennt das Ende eines Romans, der seine zeitaktuelle Aussage auch in einer kürzeren Form hätte transportieren können, einen „Märchenschluss“.  Er ist laut Wieland Freund so positiv, wie es schon lange kein Roman des Autors mehr gewesen sei: „Alle Geschichten, die mit einer Hochzeit enden, geben zu, Komödien zu sein.“ Mit England habe sich le Carré zwar nicht versöhnt, aber mit der Jugend in Gestalt des polternden Badminton-Partners Ed, der aufgeweckten Kollegin Florence oder der moralisch unbestechlichen Tochter Steff. Es sei ein Roman „großväterlichen Wohlwollens für le Carrés Enkelgeneration, die die moralische Flexibilität ihrer Eltern abgestreift hat und mit mal frischer, mal nerviger, immer anstrengender, aber immer auch berechtigter Unbedingtheit agiert.“

## Ausgaben
- John le Carré: Agent Running in the Field. Viking Books, London 2019, ISBN 978-0-241-40123-1.
- John le Carré: Federball. Aus dem Englischen von Peter Torberg. Ullstein, Berlin 2019, ISBN 978-3-550-20054-0.
- John le Carré: Federball. Aus dem Englischen von Peter Torberg. Gelesen von Achim Buch. Hörbuch Hamburg, Hamburg 2019, ISBN 978-3-95713-185-0.